# Toppamarant
Toppamarant (Amaranthus hypochondriacus) är en växt tillhörande amarantsläktet. Den är nära släkt med grönamarant och blodamarant – alla av vissa ansedd som underarter inom en och samma art (även noterad som Amaranthus hybridus).